# Super Bowl III
A harmadik AFL-NFL World Championship Game-t, későbbi nevén a Super Bowl III-t a két rivális amerikai futball liga (AFL, NFL) győztesei között játszották a Miami Orange Bowl stadionban, Miamiben 1969. január 12-én. A New York Jets nyerte a mérkőzést a Baltimore Colts ellen. Először nyerte meg AFL-es csapat a Super Bowlt.

## A döntő résztvevői
A mérkőzés egyik résztvevője az 1968-as NFL-szezon győztese, a Baltimore Colts volt amely az NFL alapszakaszában 13–1-es teljesítménnyel zárt. Az NFL konferencia-döntőjében a Minnesota Vikings-t győzte le, az NFL döntőjében pedig a Cleveland Browns-t 34–0-ra.
A másik résztvevő az 1968-as AFL-szezon győztese, az New York Jets volt. A Jets az AFL döntőjében az Oakland Raiders-t győzte le 27–23-ra.

## A mérkőzés
A mérkőzést 16–7-re a New York Jets nyerte. A legértékesebb játékos a Jets irányítója, Joe Namath lett.
| N | Idő                  | Drive                | Drive                | Drive                | Csapat               | Play leírása                                          | Pont                 | Pont                 |
| N | Idő                  | Play                 | Yard                 | Időtartam            | Csapat               | Play leírása                                          | Jets                 | Colts                |
| - | -------------------- | -------------------- | -------------------- | -------------------- | -------------------- | ----------------------------------------------------- | -------------------- | -------------------- |
| 1 | nem volt pontszerzés | nem volt pontszerzés | nem volt pontszerzés | nem volt pontszerzés | nem volt pontszerzés | nem volt pontszerzés                                  | nem volt pontszerzés | nem volt pontszerzés |
|   |                      |                      |                      |                      |                      |                                                       |                      |                      |
| 2 | 9:03                 | 12                   | 80                   | 5:06                 | Jets                 | Matt Snell 4 yardos futás, Jim Turner jutalomrúgás.   | 7                    | 0                    |
|   |                      |                      |                      |                      |                      |                                                       |                      |                      |
| 3 | 10:08                | 8                    | 8                    | 4:17                 | Jets                 | Mezőnygól. Jim Turner 32 yardról.                     | 10                   | 0                    |
| 3 | 3:58                 | 10                   | 45                   | 4:06                 | Jets                 | Mezőnygól. Jim Turner 30 yardról.                     | 13                   | 0                    |
|   |                      |                      |                      |                      |                      |                                                       |                      |                      |
| 4 | 13:26                | 7                    | 61                   | 3:58                 | Jets                 | Mezőnygól. Jim Turner 9 yardról.                      | 16                   | 0                    |
| 4 | 3:19                 | 14                   | 80                   | 3:15                 | Colts                | Jerry Hill 1 yardos futás, Lou Michaels jutalomrúgás. | 16                   | 7                    |